# Liste von Persönlichkeiten der Stadt Soest
Die folgende Übersicht enthält bedeutende Persönlichkeiten der Stadt Soest. Sie ist sortiert in Ehrenbürger, Personen, die in Soest geboren wurden, und Personen mit anderem Bezug zur Stadt.

## Ehrenbürger
- Heinrich Wenning (1827–1908), von 1869 bis 1899 städtischer Beigeordneter, 1893 zum Ehrenbürger ernannt.[1]
- Otto Coester (1833–1898), von 1858 bis 1890 Bürgermeister in Soest, 1894 zum Ehrenbürger ernannt.[2]
- Wilhelm Bresina (1840–1928), von 1867 bis 1907 Professor am Soester Archigymnasium, von 1876 bis 1911 Stadtverordneter in Soest, von 1911 bis 1919 Beigeordneter in Soest, 1901 zum Ehrenbürger ernannt.[3]
- Theodor Nottebohm (1850–1931), Direktor des Soester Predigerseminars, Generalsuperintendent von Schlesien, stiftete Gelände zur Errichtung eines Stadtparks, deshalb 1901 zum Ehrenbürger ernannt.
- Paul von Hindenburg (1847–1934), Reichspräsident, und Adolf Hitler (1889–1945), Reichskanzler, erhielten 1933 die Ehrenbürgerschaft; sie wurde beiden 1946 wieder aberkannt (siehe Hindenburg bzw. Hitler als Ehrenbürger).
- Hubertus Schwartz (1883–1966), promovierter Jurist und Verwaltungsbeamter, 1920 bis 1929 Senator der Freien Stadt Danzig, ab 1932 wieder in Soest, 1946–1948 ehrenamtlicher Landrat des Kreises Soest, 1948–1952 ehrenamtlicher Bürgermeister von Soest, verfasste etliche Aufsätze und Bücher zur Soester Geschichte, 1958 zum Ehrenbürger ernannt.
- Theodor Heuss (1884–1963), deutscher Politiker (DDP, FDP/DVP), 1949–1959 Bundespräsident, MdR, MdB, Bundesvorsitzender der FDP, schrieb 1916 in der Zeitschrift Die Hilfe einen sehr positiven Artikel über Soest, 1950 Besuch der Stadt zur Wiedereinweihung der kriegszerstörten gotischen Wiesenkirche, 1960 zum Ehrenbürger ernannt.

## Söhne und Töchter der Stadt

### Bis 1800
- Wickbert, lateinisch Wickbertus (* v. 1209 † 1209), Ritter des Schwertbrüderordens in Livland
- Johannes Schallermann (* 1373; † 1465 in Straßburg (unsicher)), als Johann V. Bischof von Gurk
- Johannes Voß (* ≈1380; † 1451), Rechtsgelehrter, Hochschullehrer und Ratssekretär in der Hansestadt Lübeck
- Konrad Koler (von Soest) (* vor 1428; † nach 1436), als Konrad VII. von Soest Bischof von Regensburg (1428–1437). Rektor der Universität Heidelberg (1317/1401/1410), kaiserlicher Gesandter auf den Konzilen in Pisa (1409) und Konstanz (1417).[4]
- Johannes Gropper (* 1503; † 1559 in Rom), katholischer Theologe, Jurist und Kirchenpolitiker
- Tielman Susato (* ≈1510/15 wahrscheinlich in Soest; † nach 1570), Musikverleger, franko-flämischer Komponist und Instrumentalist
- Kaspar Gropper (* 1519; † 1594 in Köln), katholischer Theologe, Jurist und Kirchenpolitiker
- Grete Stises († 1570), erstes Opfer der Soester Hexenprozesse
- Goswin Merckelbach (* 1569; † 24. Oktober 1641 (Ort unsicher)), Kanzler des Fürstentums Lüneburg und Bürgermeister von Soest
- Theodor Höpingk (* 1591; † 1641 in Friedberg), Jurist, Historiker und Heraldiker
- Peter Neelmann (* vor 1593, † nach 1608), Glockengießer in Soest (Glockengießerfamilie Neelmann)
- Abraham Keyser (* 1603; † 30. September 1652 in Doberan), deutscher Jurist und Diplomat
- Sir Peter Lely (eigentlich Pieter van der Faes; * 1618; † 1680 London), englischer (Hof-)Maler
- Arnold Goswin von Rittberg (* 1680; † 1751 in Halle), preußischer Generalmajor, Ritter des Ordens Pour le Mérite
- Johann Heinrich Schütte (1694–1774), Arzt und Naturforscher
- Johann Patroclus Möller (* 1698; † 1772), Orgelbauer
- Johann Georg Ferdinand von Damm (* 1717; † 1797 in Stettin), preußischer Generalmajor
- Johann Friedrich Christian Spener (* 1760; † 1825 in Gut Ostholz), Bürgermeister von Hamm
- Johann Stephan Anton Diemel (* 1763; † 1821 in Elberfeld), Wundarzt und Schriftsteller
- Wilhelm David Fuhrmann (* 1764; † 1838 in Hamm), deutscher Geistlicher und Schriftsteller
- Theodor Lehmus (* 1777; † 1837 in Nürnberg), protestantischer Theologe
- Heinrich Ferdinand Philipp von Sybel (* 1781; † 1870 in Bonn), Politiker, Mitglied des Preußischen Herrenhauses
- Wilhelm Hülsemann (* 1781; † 1865 in Elsey), evangelischer Geistlicher und Kirchenlieddichter
- Theodor Brüggemann (* 1796; † 1866 in Berlin), Lehrer, Regierungsbeamter und Parlamentsmitglied
- Friedrich Volckmar (* 1799; † 1876), Unternehmer, Begründer des modernen Zwischenbuchhandels
- Ludwig Dietrich Wilhelm Landfermann (* 1800; † 1882 in Weinheim an der Bergstraße), Pädagoge, Demokrat und Schulleiter in Duisburg

### 1801–1900
- Carl Lentze (* 1801; † 1883 in Berlin), Baumeister und Ingenieur
- Heinrich Schüren (* 1801; † 1874 in Osnabrück), Lehrer
- Florens von Bockum-Dolffs (* 1802; † 1899 in Völlinghausen), Landrat des Kreises Soest und preußischer Parlamentarier
- Johann Georg Wilhelm von Viebahn (* 1802; † 1871 in Oppeln), preußischer Beamter und Statistiker
- Goswin Krackrügge (* 1803; † 1881), Kaufmann und Mitglied der preußischen Nationalversammlung
- Friedrich Hermann Eickhoff (* 1807; † 1886 in Gütersloh), Lehrer, Organist und Liedbearbeiter (Geh aus, mein Herz, und suche Freud und Ihr Kinderlein, kommet)
- Friedrich Heunert (* 1808; † 1876 in Düsseldorf), Landschaftsmaler der Düsseldorfer Malerschule
- Theodor Simons (* 1813; † 1863 in Aachen), Architekt, Eisenbahndirektor, VDI-Vorsitzender, Schwager von Karl Marx
- Julius Ostendorf (* 1823; † 1877 in Halle a. d. Saale), Pädagoge (Ostendorf-Gymnasium, Lippstadt) und Schulpolitiker, 1848–1849 Abgeordneter in der Frankfurter Nationalversammlung, 1875–1876 Abgeordneter des preußischen Landtags
- Julius Disselhoff (Pseudonym: Julius von Soest; * 1827; † 1896 bei Simmern/Hunsrück), evangelischer Pfarrer, Reisender und Schriftsteller, bedeutender Organisator des Diakonissenwesens auf internationaler Ebene
- Julius Rollmann (* 1827; † 1865), Porträt- und Landschaftsmaler (Düsseldorf)[5]
- August Friedrich Georg Disselhoff (* 1829; † 1903 in Allstedt, Sachsen-Anhalt), evangelischer Pfarrer und Schriftsteller, Verfasser des Liedtextes Nun ade, du mein lieb Heimatland
- Julius Theodor Melchers (* 1829; † 14. Januar 1908 in Detroit), amerikanischer Bildhauer und Kunstlehrer
- Kaspar Schwarze (* 1830; † 1911 in Werl), der sogenannte „Betkaspar“
- August von Lentze (* 1832; † 1920 in Wernigerode), preußischer General der Infanterie
- Otto Coester (* 1833; † 1898), Ehrenbürger, weiteres siehe dort
- Josef Stern (* 1839; † 1902 in Frankfurt am Main), Journalist und 1882–1885 Abgeordneter des preußischen  Landtags
- Carl Koppe (* 1844; † 1910 in Köln), Geodät und Professor an der TU Braunschweig
- Josef Habbel (* 1846; † 1916), katholischer Zeitungs- und Buchverleger, Gründer und Inhaber des Habbel-Verlags in Regensburg
- Gisbert Enzian (* 1847; † 1919), städtischer Musikdirektor in Bad Kreuznach
- Georg Domizlaff (* 1854; † 1937 in Leipzig), Präsident der Oberpostdirektion in Leipzig
- Ferdinand Holthausen (* 1860; † 1956 in Wiesbaden), Anglist
- Otto Modersohn (* 1865; † 1943 in Rotenburg (Wümme)), Maler und Mitbegründer der Künstlerkolonie Worpswede, Ehemann von Paula Modersohn-Becker
- Ernst Modersohn (* 1870; † 1948 in Blankenburg, Thüringen), Prediger, Seelsorger und Schriftsteller
- Karl von Hornhardt (* 1872; † 1958), Konteradmiral der Reichsmarine
- Otto Steinhoff (* 1873; † 1931), Maschinenbauingenieur und Eisenbahn-Manager
- Andreas Heinrich Blesken (* 1874 in Ampen; † 1959 in Witten-Bommern), Heimatforscher und Autor
- Josef Ferber (* 1874; † 1951), Architekt
- Heinrich Groos (* 1876; † 1944 im KZ Neuengamme), Schlosser, Gewerkschaftssekretär und Arbeitsamtsdirektor
- Adolf von Gablenz (* 1882; † 1948 in Wiesbaden), Polizeipräsident in Wiesbaden
- Hermann Meyer-Rodehüser (* 1883; † 1943 in Bonn), Archivar und Diplomat
- Hubertus Schwartz (* 1883; † 1966), Ehrenbürger (siehe dort)
- Enno Paul Bracklo (* 1886; † 1963), Jurist und Diplomat
- Otto Heinermann (* 1887; † 1977), Kirchenmusiker, Organist, Chorleiter und Komponist
- Arnold Topp (* 1887; † 1945), Maler
- Hedwig Maria Ley (* 1888; † 1978), Bildhauerin
- Fritz Viegener (* 1888; † 1976 in Delecke), Maler und Bildhauer
- Sigfrid Henrici (* 1889; † 1964 in Bad Nauheim), deutscher Heeresoffizier, zuletzt General der Panzertruppe
- Eberhard Viegener (* 1890; † 1967), Maler
- Wilhelm Morgner (* 1891; † 1917 bei Langemark in Westflandern (gefallen)), Künstler des westfälischen Expressionismus
- Heinrich Sträter (* 1891; † 1968), SPD-Politiker
- Wilhelm Wulff (* 1891; † 1980), Maler und Bildhauer
- Rudolf Henrici (* 1892; † 1971), deutscher Generalmajor
- Egon Keining (* 1892; † 1971 in Mainz), Dermatologe und Hochschullehrer
- Heinrich Schlief (* 1894; † 1971 ebenda), Künstler des westfälischen Expressionismus
- Wilhelm Blotevogel (* 1894; † 1954 in Düsseldorf), deutscher Anatom und Ordinarius
- August Müller (* 1895; † 1960), Landtagsabgeordneter (CDU)

### 1901–2000
- Georg Niemeier (* 1903; † 1984 in Bad Nauheim), Geograph und Hochschullehrer
- Rudolf Zurmühl (* 1904; † 1966 in Berlin), Mathematiker
- Hermann Brust (* 1907; † 1942), Landwirt und nationalsozialistischer Funktionär
- Elfriede Suppe (* 1908; † 1996), Bürstenmacherin, Soester Original und Namensgeberin der Elfriede-Suppe-Stiftung
- Paul Werth (* 1912; † 1977), Maler und Grafiker der informellen Kunst
- Friedrich Wilhelm Hymmen (* 1913; † 1995 in Würzburg), Autor und Rundfunkpublizist, Initiator des „Hörspielpreises der Kriegsblinden“
- Erwin Sylvanus (* 1917; † 1985 in Soest), Dichter und Schriftsteller (Hörspiele, Dramen, Romane, Erzählungen, Fernsehspiele und Libretti), erlangte Weltruhm mit dem 1957 uraufgeführten Schauspiel Korczak und die Kinder
- Ernst Majonica (* 1920; † 1997 in Soest), Politiker (CDU), MdB, MdEP, Bundesvorsitzender der Jungen Union
- Friedrich Winter (* 1927; † 2022 in Berlin), evangelischer Theologe
- Ruth Groh (* 1934; † 2021 in Berlin), Übersetzerin, Lektorin, Literatur- und Kulturwissenschaftlerin
- Lothar Weise (* 1934; † 2024 in Marbach am Neckar), Fußballspieler
- Uwe Seidel (* 1937; † 2007 in Düsseldorf), evangelischer Theologe und Schriftsteller
- Eberhard Heinke (* 1939; † 2024), Vorstandschef des Rheinisch-Westfälischen Genossenschaftsverbandes, 2000–2002 Präsident der Landeszentralbank NRW
- Arnold Leifert (* 1940; † 2012), Schriftsteller
- Hans-Gert Oomen (* 1941), Historiker
- Hartwig Bleidick (* 1944), Fußballspieler
- Hans Werner Heymann (* 1946), Mathematiker, Erziehungswissenschaftler und Autor, 1996–2012 Professor für Erziehungswissenschaft in Siegen
- Rolf Soja (* 1947; † 2018), Musiker, Komponist, Arrangeur, Hit-Produzent
- Karl Wilhelm Henke (* 1948 in Ampen), Stenograf, Lehrbuchautor und ehemaliger Präsident des Deutschen Stenografenbundes
- Ulrich Schütte (* 1948), Kunsthistoriker
- Helmut Kuhne (* 1949), 1994–2009 Mitglied des Europäischen Parlaments (SPD)
- Volker Wahn (* 1949), Kinderarzt und Immunologe
- Friedrich Jaecker (* 1950), Komponist
- Dieter Gorny (* 1953), ehemaliger Geschäftsführer des Musiksenders VIVA und Begründer der Musikmesse „Pop-komm“.
- Gerhard Schüßler (* 1953), Psychiater, Psychotherapeut und Psychoanalytiker
- Kornelia Hauser (* 1954), Soziologin
- Walter Grootaers (* 1955), belgischer Sänger, Fernsehmoderator und Politiker
- Thomas Griese (* 1956), Jurist und Politiker (Bündnis 90/Die Grünen), Staatssekretär in Nordrhein-Westfalen und Rheinland-Pfalz
- Hans Heller (* 1957), Schauspieler
- Uwe Spindeldreier (* 1957), von 2000 bis 2006 Regierungssprecher in Thüringen
- Michael Genähr (* 1958), Moderator und Comedian
- Joachim Vogelsänger (* 1958), deutscher Kirchenmusiker und Cembalist
- Ralf König (* 1960), Comiczeichner, aufgewachsen in Westönnen, später unter anderem wohnhaft in Soest, bekannt geworden durch Comics wie Der bewegte Mann (verfilmt), Lysistrata
- Klaus Fröhlich (* 1960), deutscher Manager und ehemaliges Vorstandsmitglied der BMW AG
- Elke Roos (* 1960), Juristin und Bundesrichterin
- Pete Smith (* 1960), Schriftsteller
- Andrea Diekmann (* 1962), Juristin
- Milo Köpp (* 1962), Bildhauer und Künstler
- Wolfram Meyer zu Uptrup (* 1962), Politikwissenschaftler und Historiker
- Dirk Schümer (* 1962), Autor, Übersetzer und Korrespondent
- Andreas Gerlach (* 1963), Politik- und Wirtschaftswissenschaftler, Unternehmer und Regattasegler
- Peter Nagel (* 1963), Bildhauer, Installationskünstler, Kunstdozent in Düsseldorf von 1994 bis 1995 und Kingston, Jamaika, von 1998 bis 1999
- Carsten van Ryssen (* 1963), Journalist, Moderator und Komiker
- Veit Stolzenberger (* 1965), Oboist
- Ralph Neuhäuser (* 1966), Physiker, Astronom und Hochschullehrer
- Swaantje Güntzel (* 1972), Konzeptkünstlerin
- Sasha, geboren als Sascha Schmitz (* 1972), Popmusiker, besuchte das Archigymnasium und das Conrad-von-Soest-Gymnasium
- Johann König, eigentlich Johannes Köhn (* 1972), Comedian
- Michael Römling (* 1973), Autor stadtgeschichtlicher Werke und historischer Romane
- Sonja Tubbesing (* 1973), Dombaumeisterin des Berliner Doms
- Patrick Hengst (* 1974), Jazzmusiker, Dozent an der Musikschule Soest
- Matthias Heidmeier (* 1976), politischer Beamter (CDU)
- Angela Scherz (* 1976), Schauspielerin
- Matthias Goebel (* 1978), Jazzmusiker
- Sebastian Hille (* 1980), Fußballspieler
- Marius Hulpe (* 1982), Schriftsteller
- Oliver Kirch (* 1982), Fußballspieler
- Michael Lejan (* 1983), belgischer Fußballspieler
- Torben Höbrink (* 1984), Kommunalpolitiker (CDU) und Bürgermeister der Stadt Werl
- Rebecca Handke (* 1986), Eiskunstläuferin
- Gaëtan Bille (* 1988), belgischer Radrennfahrer
- Julian Büscher (* 1993), Fußballspieler
- Billa Joe (* 1996), Rapper
- Lars Dietz (* 1997), Fußballspieler
- Luca Finn Kahl (* 1997), Basketballspieler

### Ab 2001
- Wladimir Wagner (* 2001), Fußballspieler

## Personen in Beziehung zur Stadt

### A
- Albertus Magnus (* um 1193 in Lauingen; † 1280 in Köln), größter deutscher Philosoph und Theologe des Mittelalters, wirkte eine Zeit lang am seinerzeitigen Dominikaner-Kloster
- Heinrich Aldegrever (1502 – zwischen 1555 und 1561), bedeutender Kupferstecher und Maler, lebte ab 1525 bis zu seinem Tode in Soest

### B
- Theodor Balhorn (1662–1708), Pastor an St. Walburgis, von 1700 bis 1708 Inspector Ministerii der Soestischen Landeskirche[6]
- Antonius Beermann (latinisiert Cerevisiander) (* unsicher; † 1563), Kanonikus am St.-Patrokli-Stift, letzter katholischer Pfarrer an der St.-Petri-Kirche[7]
- Eduard Bischoff (* 1890 in Königsberg; † 1974 in Soest), freier Künstler sowie Professor an der Kunstakademie in Königsberg
- James Blunt (eigentlich: James Hillier Blount, * 22. Februar 1974 in Tidworth, Wiltshire), Musiker, verbrachte in seiner Jugend zehn Jahre in der Umgebung von Soest, als sein Vater dort bei der Rheinarmee stationiert war
- Otto Boelitz (* 1876 in Wesel; † 1951 in Düsseldorf), Pädagoge und Politiker, von 1915 bis 1921 Rektor des Archigymnasiums
- Ed Bonja (* 1945 in Chicago; † 2019 in Berlin), Fotograf, Tourmanager und Fotograf der Elvis Presley Show 1971–1977, lebte seit 2008 in Soest
- Jochen Borchert (* 1940), 1993–1998 Bundesminister für Ernährung, Landwirtschaft und Forsten, Absolvent der Hochschule in Soest
- Thomas Borchwede (unsicher – vor 1537), Dominikanermönch, schlug die ersten lutherischen Thesen an die Tür von St. Patrokli (20. November 1531), erster evangelischer Pfarrer der Wiesenkirche[8]
- Karl Brauckmann (* 1862 in Hengsen; † 1938 in Jena), Sonderpädagoge, ausgebildet zum Lehrer in Soest
- Adolf Heinrich Brockhaus (18. Jahrhundert), genannt „Susatensium Chrysostomus“, geistlicher Schriftsteller und Pfarrer an Alt-St.-Thomä (1700–1724)[9]
- Peter Brüseke (* 1947; † 2018), Bürgermeister von Soest (1989–1999)

### C
- Hermann Cremer, (* 1834 in Unna; † 1903 in Greifswald), protestantischer Theologe, 1859–1870 Prediger in Ostönnen[10]

### D
- Johann de Brune (* 16. Jahrhundert in Gent), erster evangelischer Superintendent in Soest von 1532 bis 1534[5]
- Johann de Rode (15. Jahrhundert), Heerführer der Soester Bürger in der Soester Fehde, Bürgermeister 1440–41, 1444–46, 1448–50[11]
- Henricus de Suderlande († 14. Jahrhundert), Priester und Offizial, Kanoniker in Soest (belegt am 4. Mai 1346)
- Johann Georg Diemel (Dimel) (1700–1772), letzter nach der alten Stadtverfassung gewählter Bürgermeister von Soest[11]
- Günter Drebusch (* 6. Dezember 1925 in Witten/Ruhr; † 3. Januar 1998 in Bochum), Künstler des Informel, lebte von 1966 bis 1975 in Soest
- Konrad Duden (1829–1911), lebte 1854 und von 1859 bis 1869 in Soest, Gymnasiallehrer am Archigymnasium, Philologe und Lexikograf, entwickelte in Soest seine „Zukunftsorthographie“

### E
- Carl Gotthilf Ehrlich (* 1776 in Halle, † 1857), erster Direktor des Lehrerseminars in Soest (1806–1847) und Lehrer am Archigymnasium (1806–1816)[12]
- Conrad von Ense genannt Varnhagen (um 1500), Stammvater der Familie Varnhagen, Kanonikus in Soest

### F
- Robert Feulgen (1884–1955), deutscher Mediziner und Universitätsprofessor, besuchte das Soester Archigymnasium
- Josef Ferber (* 1874 in Allagen; † 15. Juni 1951 in Soest), Architekt
- Wilhelm Fix (1824–1899), Direktor des Lehrerseminars in Soest (1871–1892), Schulrat, Verfasser von Lehrbüchern[13]
- Ferdinand Freiligrath (1810–1876), Dichter/politischer Lyriker, lebte von 1825 bis 1832 in Soest

### G
- Michael Gantenberg (* 1961), Radio- und Fernsehmoderator, lebt in Soest
- Arnold Geck (1787–1826), Land- und Stadtgerichtsdirektor, Justizrat, Schriftsteller zur Soester Geschichte[14]
- Jürgen Girgensohn (* 1924 in Kassel; † 2007 in Nottingham) Politiker, 1970–1983 Kultusminister von Nordrhein-Westfalen, Schüler des Archigymnasiums
- Fabian Griewel (* 1997), Politiker (FDP), lebt in Soest
- Heinrich Grymhardt (Heinrich Grimhart von Westerholt) († 1419 in Köln), Priester und Offizial in Köln, Domherr an St. Patrocli in Soest

### H
- Franz Haas (1873–1957), Röntgenstrahlenforscher, 1903–1938 Vermessungsrat in Soest[13]
- Wilhelm Harhoff (17. Jahrhundert), Rektor des Archigymnasiums (1685–1708)[15]
- Rudolf Harling (* 1927 in Anholt; † 2016 in Soest), Verwaltungsjurist und Oberkreisdirektor des Kreises Soest
- Hans Rudolf Hartung (1929–2012), Journalist und Schriftsteller, lebte in Soest
- Gerwin Haverland (16. Jahrhundert), Guardian und Provinzial der Minoriten, erbaute den gotischen Kreuzgang des Minoritenklosters (1525)[16]
- Wilhelm Heinrich (* in Cranz bei Hamburg; † 2. Oktober 1944 in Soest), Bauingenieur und Eisenbahnmanager
- Levi Lazar Hellwitz (* 1786 in Beverungen; † 1860 ebenda), Vertreter eines liberalen Reformjudentums, ab 1825 wohnhaft in Soest
- Anton Herbst (Ende 17. bis Anfang 18. Jahrhundert, ursprünglich aus Tirol), Baumeister, baute u. a. den Turmumgang der St.-Petri-Kirche (1702)[17]
- Meister Herenfridus, (um 1000), Baumeister der St.-Petri-Kirche
- Wigbold von Holte († 1304 in Soest), Erzbischof von Köln
- Dieter Hecking (* 1964), Fußballtrainer
- Vollrath Hoeck (* 1890 in Hamburg; † 1968 in Soest), Kunstmaler[18]

### I
- Dietrich III. von Isenberg († 1226), Bischof von Münster, 1196–1216 Propst in Soest

### J
- Jakob von Soest (* um 1360; † nach 1438), Dominikaner, Inquisitor und Gelehrter
- Johann von Soest, ein in der zweiten Hälfte des 15. Jahrhunderts tätiger Maler

### K
- Hans Kaiser (* 29. April 1914 in Bochum; † 2. Oktober 1982 in Soest), Künstler des Informel
- Herbert Kelletat (* 1907 in Saalfeld, Kreis Mohrungen; † 2007 in Flensburg), Musiker, Musikwissenschaftler, Organist, 1948–1951 Kantor und Organist an der St.-Petri-Kirche
- Johann Kelberg (* in Soest (unsicher); † 1558 in Lübeck), Pfarrer an St. Pauli, predigte als erster in Soest evangelisch, unterschrieb das erste evangelische Glaubensbekenntnis[5]
- Werner Kirsch (* 1956 in Heinsberg), Mathematiker, Politiker, forscht und lehrt an der Fernuniversität Hagen
- August Knabe (* 22. November 1847 in Osterwieck; † 12. Dezember 1940 in Soest), Kirchenmusiklehrer, Komponist und Chorleiter
- Matthias Knipping (* 1560 in Soest (unsicher); † um 1620), Maler in Soest
- Carl Koppe (1803–1874), Mathematiker, Professor und Prorektor des Archigymnasiums (1830–1867), Autor mathematischer und physikalischer Lehrwerke[4]
- Marga Koske, (* 1912; † 21. Juni 1997), Heimatforscherin, veröffentlichte zahlreiche Beiträge zu Soest und zur Soester Börde, Lehrerin in Soest und Umgebung
- Wilhelm Krauß, auch W. Krauss (* 1830 in Breslau; † 1866 ebenda) Landschafts- und Marinemaler, lebte von 1856 bis 1860 in Soest
- Hugo Kükelhaus (* 1900 in Essen; † 1984 in Herrischried), Bau- und Möbelschreiner, Innenarchitekt, Schriftsteller, Pädagoge, Philosoph und bildender Künstler; Mitglied des Widerstandskreises um Fritz-Dietlof Graf von der Schulenburg; Beteiligung an der Weltausstellung 1967 in Montreal mit ca. 12 Spiel- und Erfahrungsgeräten; Schöpfer des „Erfahrungsfeldes zur Entfaltung der Sinne“, lebte 30 Jahre lang in seiner Wahlheimat Soest

### L
- Bartholomäus van der Lake († 1463), zeitnaher Historiograph der Soester Fehde und Stadtsecretarius[6], seit 1434 in Soest (Bürger 1436)
- Leverad von Soest (12. Jahrhundert), erster Bürgermeister von Lübeck 1159[19]
- Gina Lückenkemper (* 1996 in Hamm), Leichtathletin
- Heinrich Luhmann, (* 1890 in Hultrop; † 1978 in Hamm), Pädagoge und Dichter, 1922–1926 Rektor der Patrokli-Schule in Soest
- Johannes Lycaula († 1572 in Soest), Theologe und Reformator

### M
- Ingrid Matthäus-Maier (* 1945 in Werlte), zeitweise Schülerin des Aldegrever-Gymnasiums
- Marsilius von Soest (13. Jahrhundert), (Familie in Soest erstmals belegt 1141), erster Schulze (= Bürgermeister) von Berlin (1247)[5]
- Luise Meier (* 1885 in Vorhalle; † 1979), deutsche Gerechte unter den Völkern, lebte 1909–1930 und 1945–1979 in Soest
- Meister der Lübecker Burgkirchen-Zyklen, Bildhauer zwischen 1350 und 1450 in Lübeck und Soest
- Johannes Molzahn (* 21. Mai 1892 in Duisburg; † 31. Dezember 1965 in München), Künstler,  lebte von 1919 bis 1922 in Soest
- Klaus Murmann (* 1932 in Dortmund; † 2014 in Kiel), Arbeitgeberpräsident, Schüler des Archigymnasiums
- Heinemann Musoge (15. Jahrhundert), Freigraf und diplomatischer Vertreter der Stadt im Vorfeld der Soester Fehde (u. a. beim Hofgericht Graz und gegenüber dem Herzog von Sachsen)[17]

### N
- Neelmann, siehe Glockengießerfamilie Neelmann
- Agnes Neuhaus, geborene Morsbach (* 1854 in Dortmund; † 1944 in Soest), Zentrumspolitikerin
- Hermann Nicephorus (* um 1555 in Stromberg (Oelde); † 1625 in Soest), Philosoph der Barockzeit

### O
- Johann Friedrich (von) Offerhaus (1702–1770), Bürgermeister von Soest von 1744 bis 1746 und von 1750 bis 1752, letzter Regierender Bürgermeister nach der alten Stadtverfassung[20]
- Gerhard Omcke, auch G. Omeken, Oehmeke, Oemeke, Oemiken, Omcken, Omich, Omichius, Omke (* um 1500 in Kamen; † 1562 in Güstrow), wirkte als Theologe 1532 in Soest
- Heinrich Johann Friedrich Ostermann (* 1687 in Bochum; † 1747 in Berjosow, Sibirien), in Russland Andrei Iwanowitsch Ostermann (russisch Андрей Иванович Остерман), russischer Diplomat und Staatsmann, besuchte das Soester Archigymnasium

### P
- Jochem Poensgen (* 1931 in Düsseldorf; † 2023), Entwerfer von Glasgestaltungen im Kirchenbau, lebt seit 1991 in Soest
- Johann Pollius (16. Jahrhundert), wirkte von 1532 bis ca. 1534 als Theologe in Soest
- Ludwig Prautzsch (* 1926 Hardisleben (Thüringen)), Kirchenmusiker und Bachforscher; 1952–1957 Organist und Kantor an der St.-Petri-Kirche

### R
- Amplonius Rating de Berka (* 1363 oder 1364 in Rheinberg; † 1435 in Köln), Wissenschaftler und Arzt, studierte an der Kapitelschule des St.-Patrokli-Stifts in Soest sowie in Köln, Wien, Prag und Erfurt. Amplonius war zweimal Rektor der Universität Köln. In Erfurt findet sich die so genannte Amploniana, die größte noch zusammenhängend erhaltene Sammlung eines spätmittelalterlichen Gelehrten
- Heinrich Adam Regenhertz (* 1743 in Unna; † 1809 in Soest), Stadtpräsident von Soest von 1792 bis 1809
- Christian Rohlfs, (* 1849 in Groß Niendorf, Kreis Segeberg; † 1938 in Hagen), Künstler, zahlreiche Malaufenthalte in Soest (erstmals 1905), Namensgeber der Christian-Rohlfs-Realschule und Begründer der Jung-Soester Malerei
- Hermann Rothert (* 1875 in Lippstadt; † 1962 in Münster) Verwaltungsjurist, Politiker und Historiker, aufgewachsen in Lemgo und Soest
- Hugo Rothert (* 1846 in Preußisch Oldendorf; † 1936 in Münster), Pfarrer und Kirchenhistoriker, 1886–1914 in Soest

### S
- Michael Sagurna (* 1955 in Paderborn), von 2007 bis 2008 Chef der sächsischen Staatskanzlei, in Soest aufgewachsen, 1966–1975 Schüler des Aldegrever-Gymnasiums
- Klaus Sander (* 1968), Regisseur, Produzent, Autor und Verleger, Ehrenpreisträger der deutschen Schallplattenkritik, 1979–1988 Schüler des Archigymnasiums
- Wilhelm Schaphusen, im 15. Jahrhundert zweimal vertreten: Der ältere Wilhelm war sechsmal Bürgermeister von Soest (12 Jahre zwischen 1457 und 1486), der jüngere Wilhelm war Sohn des älteren und wurde 1475 Alderman des hansischen Stalhofs in London[21]
- Friedrich Schauer (* 17. April 1891 in Schirgiswalde; † 14. Januar 1958 in Hermannsburg bei Celle), Theologe und Neuorientalist, Pfarrer an Neu-St. Thomä und 1937–1945/47 Direktor am Soester Predigerseminar
- Kurt Schaumann (* 1909 in Berlin-Schöneberg; † 1970), mehrfach ausgezeichneter Amateurfilmer, wirkte von 1949 bis zu seinem Tod in Soest, war außerdem Lehrer am städtischen Aldegrever-Gymnasium
- Johann Schendeler (14. Jahrhundert), erster Baumeister der Wiesenkirche (1314/1331)[22]
- Elmar Schenkel (* 1953 in Hovestadt), Schriftsteller, Übersetzer und Professor für Literatur in Leipzig, Schüler des Aldegrever-Gymnasiums
- Paul Schneider (* 1897 in Pferdsfeld; † 1939 im KZ Buchenwald), der „Prediger von Buchenwald“, ausgebildet am Soester Prediger-Seminar
- Ferdi Schüth (* 1960 in Allagen, jetzt Warstein/Westfalen), Chemiker und Träger des Leibniz-Preises, 1970–1978 Schüler des Aldegrever-Gymnasiums
- René Schulthoff (* 1972 in Erwitte), Journalist, Reporter und Redakteur, Schüler des Aldegrever-Gymnasiums
- Rolf Sethe (* 1960 in Witten/Ruhr), Juraprofessor, Träger des „Ars legendi“-Preises für exzellente Hochschullehre, 1971–1980 Schüler des Aldegrever-Gymnasiums
- Friedrich Siegmund-Schultze (* 14. Juni 1885 in Görlitz; † 11. Juli 1969 in Soest) war ein evangelischer Theologe, Sozialpädagoge, Sozialethiker und gilt als Pionier der Friedensbewegung
- Johann von Soest, Maler in der zweiten Hälfte des 15. Jahrhunderts, der in Münster und wohl auch in Soest tätig war
- Ingo Sommer (* 1942 in Paderborn), Architekturhistoriker und Professor für Baugeschichte, Mitglied der Preußischen Historischen Kommission, Träger der Medaille der Oldenburgischen Landschaft, 1952–1960 Schüler des Aldegrever-Gymnasiums
- Johann Steinwert von Soest (* 1448 in Unna; † 1506 in Frankfurt am Main), Sänger, Dichter und Arzt, Singschüler am Soester Patroklusstift
- Karl Friedrich Stellbrink (* 1894 in Münster; † 1943 in Hamburg (hingerichtet)), einer der Lübecker Märtyrer, besuchte 1913 bis 1915 das Diaspora-Seminar in Soest
- Peter Stolt (1926–2022), evangelischer Pastor, Hochschulrektor, Kirchenhistoriker und Autor kirchengeschichtlicher und liturgischer Bücher, 1971–1982 Leiter des Soester Predigerseminars
- Mester Godert von Sünte Druden (* 14. Jahrhundert in St. Truiden (unsicher)), Leitender Baumeister der Wiesenkirche (1392)[23]

### T
- Wilhelm Tappe (* 1769 in Lüdenscheid; † 1823 in Dortmund), Landbaumeister in Soest, Autor einer der ersten deutschen Kunstgeschichten (Die Altertümer der deutschen Baukunst in Soest, Baedecker, Essen 1823)[24]
- Brictius thom Norde (16. Jahrhundert), wirkte von 1534 bis circa 1549 als Theologe in Soest
- Maik Timmermann (* 1974 in Hamm), Musiker, Songwriter
- Norbert Tschirpke (* 1957 in Hamm), Künstler, Kulturmanager
- Sebastian Tyrała (* 1988 in Racibórz, Polen), Fußballspieler, besuchte die Christian-Rohlfs-Realschule in Soest

### V
- Eduard Vogeler (1851–1915), Professor am Archigymnasium und Stadtarchivar, verfasste allein in der Soester Geschichtszeitschrift 184 Aufsätze[25]
- Antje Vollmer (1943–2023), Vizepräsidentin des Deutschen Bundestages, war Vikarin am Predigerseminar in Soest
- Eduard Vorwerck (1806–1882), Professor am Archigymnasium, Geschichtsforscher und Urkundensammler, Kompilator der „Collectaneen“, einer wichtigen 42-bändigen Quellensammlung zur Stadtgeschichte[26]

### W
- Ulrich Wahn (* 1945 in Hovestadt), Professor und Direktor der Klinik für Pädiatrische Pneumologie und Immunologie an der Charité Berlin, Schüler des Aldegrever-Gymnasiums
- Jean Weijts (1960–2011), Langstreckenläufer, lebte von 1979 bis 1992 in Soest
- Julius Wiesmann (* 1811 in Hattingen; † 1884 in Münster), Pfarrer der Wiesen-Georgii-Gemeinde von 1837 bis 1853, Generalsuperintendent von Westfalen, wesentlich an der Instandsetzung der Wiesenkirche und der Gründung des Walburgis-Kinderhauses (1851) beteiligt[27]
- Wilhelm Wilms (* 1865 in Berksen bei (Nateln); † 1939 in Hamm), Theologe, Lyriker und Sachautor, Schüler des Archigymnasiums
- Anna Witthovedes († 1585), in einem Hexenprozess hingerichtet, Beginn des folgenreichsten Soester Kettenprozesses
- Thomas Woesthoff (* vor 1520 in Soest (unsicher); † 1542 in Köln), von 1527 bis 1542 Dechant an St. Patrokli, von 1528 bis 1532 Pfarrer an der Wiesenkirche, zuletzt Dechant an St. Gereon in Köln[8]

### Z
- Heinz Zahrnt (* 1915 in Kiel; † 2003 in Soest), evangelischer Theologe, Schriftsteller und Publizist, Mitglied des deutschen PEN-Clubs; Mitglied im Präsidium des Deutschen Evangelischen Kirchentages und von 1971 bis 1973 dessen Präsident; 25 Jahre lang Chefredakteur des Deutschen Allgemeinen Sonntagsblattes
- Martin Zawieja (* 1963), Gewichtheber und Bronze-Medaillengewinner der Olympischen Spiele 1988 im Superschwergewicht, lebte von 1985 bis 2005 in Soest